# 竹竿河
竹竿河，是淮河上游右岸一条支流，古称谷水，后因上游流经山区，修竹茂密，汛期河中常有竹筏结队漂浮，故改称“竹竿河”。全长142公里，流域面积2610平方公里。

## 概况
竹竿河发源于湖北省大悟县北部大别山分水岭北麓，源头汇山溪水南流至丘家湾折向东南，注入丰店水库，出水库折向东并转向东北，北流至大胜关进入河南省，纵贯河南省罗山县东南部，继而沿着罗山县与光山县和息县界，最后于罗山县东北部息县交界处汇入淮河。

## 流域概况
竹竿河流域地势南高北低，上游为海拔80～600米的山区山岭，中游为浅山丘陵区，下游为平原区。中上游植被较好，森林覆盖率接近40%，河源高程600米，入淮口高程43米，河道总高差120.7米，平均纵坡0.85‰。
流域地处北亚热带向暖温带过渡地区，年均降水量1149.7毫米，年均径流量17.81亿立方米，平均流量31.3立方米每秒。流域内洪水灾害频发，曾经是输入淮河泥沙的河道。
竹竿河水质较好，2012年河南环境状况公报显示竹竿河水质级别为优。